# Tetsuya Enomoto
Tetsuya Enomoto (榎本 哲也?, Enomoto Tetsuya; Kanagawa, 2 maggio 1983) è un ex calciatore giapponese, di ruolo portiere.

## Palmarès

### Club

#### Competizioni nazionali
- Campionato giapponese: 2

Yokohama F.Marinos: 2003, 2004

#### Competizioni internazionali
- Coppa Suruga Bank: 1

Urawa Red Diamonds: 2017
- AFC Champions League: 1

Urawa Red Diamonds: 2017